# Мюре, Эрнест
Эрне́ст Мюре́ (фр. Ernest Muret; 27 декабря 1861, Веве, кантон Во — 24 марта 1940, Женева) — швейцарский филолог и ономаст.

## Происхождение и семья
Сын врача Жана-Эдуара Мюре и его жены Софи Ит. Внук политика Жюля Мюре, брат писателя Мориса Мюре. Был женат на Жанне-Мари-Анн Мерсье, дочери коммерсанта Эрнеста-Франсуа-Теофиля Мерсье.

## Биография и научная деятельность
Обучался в университетах Лозанны, Берлина и Парижа. С 1893 по 1919 годы — доцент Лозаннского университета. С 1891 по 1935 годы — профессор романской филологии и средиземноморской литературы Женевского университета. С 1924 по 1933 год участвовал в создании «Словаря говоров Романской Швейцарии» (фр. Glossaire des patois de la Suisse romande). Мюре известен своими работами по романской ономастике, в частности по исследованию 950 топонимов Романской Швейцарии, которое он проводил с 1901 по 1931 год — от этой работы сохранились 125 000 рукописных карточек.

## Награды
- Кавалер ордена Почётного легиона (Франция)[2].
- Кавалер ордена Леопольда (Бельгия)[2].
- Доктор honoris causa Лозаннского университета[2].
- Доктор honoris causa Цюрихского университета[2].